# Atletik under sommer-OL 2020 - hammerkast (herrer)
Mænds hammerkast ved sommer-OL 2020 i Tokyo blev afholdt på Japans nationalstadion den 2. august og 4. august. 

## Tidsplan
Alle tider er japansk standard tid (UTC+9)
Mændenes hammerkast fandt sted over to separate dage.
| Dato                  | Tid   | Runde         |
| --------------------- | ----- | ------------- |
| Mandag 2. august 2021 | 9:00  | Kvalifikation |
| Onsdag 4. august 2021 | 18:30 | Finale        |

## Resultater

### Kvalifikation
Kvalifikationsregler: De, der klarede det direkte kvalifikationskrav på 77,50 m (Q) eller havde mindst et af de 12 længste kast (q), gik til finalen.
| Placering | Gruppe | Udøvere                | Nation                    | 1     | 2     | 3     | Resultat | Kommentarer |
| --------- | ------ | ---------------------- | ------------------------- | ----- | ----- | ----- | -------- | ----------- |
| 1         | B      | Wojciech Nowicki       | Polen                     | 79,78 | —     | —     | 79,78    | Q           |
| 2         | B      | Rudy Winkler           | USA                       | 76,39 | 78,81 | —     | 78,81    | Q           |
| 3         | B      | Eivind Henriksen       | Norge                     | 78,79 | —     | —     | 78,79    | Q, NR       |
| 4         | A      | Quentin Bigot          | Frankrig                  | 76,10 | 78,73 | —     | 78,73    | Q           |
| 5         | A      | Mykhaylo Kokhan        | Ukraine                   | 76,82 | 78,36 | —     | 78,36    | Q           |
| 6         | A      | Nick Miller            | Storbritannien            | x     | 76,93 | x     | 76,93    | q           |
| 7         | B      | Javier Cienfuegos      | Spanien                   | 72,76 | 75,56 | 76,91 | 76,91    | q           |
| 8         | A      | Eşref Apak             | Tyrkiet                   | 75,87 | 76,76 | 75,15 | 76,76    | q           |
| 9         | A      | Paweł Fajdek           | Polen                     | 74,28 | x     | 76,46 | 76,46    | q           |
| 10        | A      | Serghei Marghiev       | Moldova                   | 74,31 | 72,25 | 75,94 | 75,94    | q           |
| 11        | A      | Valeriy Pronkin        | Ruslands Olympiske Komité | 75,09 | 75,80 | 75,80 | 75,80    | q           |
| 12        | B      | Daniel Haugh           | USA                       | x     | x     | 75,73 | 75,73    | q           |
| 13        | A      | Gabriel Kehr           | Chile                     | 74,46 | 72,61 | 75,60 | 75,60    |             |
| 14        | A      | Bence Halász           | Ungarn                    | 75,39 | x     | 75,03 | 75,39    |             |
| 15        | A      | Diego del Real         | Mexico                    | x     | 73,32 | 75,17 | 75,17    |             |
| 16        | A      | Alex Young             | USA                       | 75,09 | 75,02 | x     | 75,09    |             |
| 17        | B      | Humberto Mansilla      | Chile                     | 73,17 | 74,76 | 72,77 | 74,76    |             |
| 18        | A      | Ivan Tikhon            | Hviderusland              | 72,48 | 74,57 | x     | 74,57    |             |
| 19        | B      | Yury Vasilchanka       | Hviderusland              | x     | 73,27 | 74,00 | 74,00    |             |
| 20        | B      | Hlib Piskunov          | Ukraine                   | 72,42 | 73,37 | 73,84 | 73,84    |             |
| 21        | B      | Tristan Schwandke      | Tyskland                  | 72,92 | 72,74 | 73,77 | 73,77    |             |
| 22        | B      | Michail Anastasakis    | Grækenland                | 73,52 | 73,22 | x     | 73,52    |             |
| 23        | B      | Mostafa El Gamel       | Egypten                   | 72,13 | 72,76 | 71,85 | 72,76    |             |
| 24        | B      | Marcel Lomnický        | Slovakiet                 | 71,17 | x     | 72,52 | 72,52    |             |
| 25        | A      | Christos Frantzeskakis | Grækenland                | 72,19 | x     | 70,64 | 72,19    |             |
| 26        | B      | Ashraf Amgad El-Seify  | Qatar                     | 71,84 | x     | x     | 71,84    |             |
| 27        | A      | Hleb Dudarau           | Hviderusland              | x     | 71,04 | 71,60 | 71,60    |             |
| 28        | B      | Taylor Campbell        | Storbritannien            | x     | 71,34 | x     | 71,34    |             |
| 29        | A      | Sukhrob Khodjaev       | Usbekistan                | 70,87 | x     | 71,26 | 71,26    |             |
| 30        | B      | Mergen Mamedov         | Turkmenistan              | 62,93 | 67,41 | 67,53 | 67,53    |             |
| 31        | B      | Özkan Baltacı          | Tyrkiet                   | 63,63 | r     | —     | 63,63    |             |

### Finale
Resultatene blev som følger:
| Placering                        | Udøvere           | Nation                    | 1     | 2     | 3     | 4               | 5               | 6               | Resultat | Kommentarer |
| -------------------------------- | ----------------- | ------------------------- | ----- | ----- | ----- | --------------- | --------------- | --------------- | -------- | ----------- |
| 1                                | Wojciech Nowicki  | Polen                     | 81,18 | 81,72 | 82,52 | 81,39           | 82,06           | x               | 82,52    | PB          |
| 2. plads, sølvmedaljemodtager(e) | Eivind Henriksen  | Norge                     | 79,18 | 79,06 | 80,31 | 77,78           | 81,58           | 80,02           | 81,58    | NR          |
| 3                                | Paweł Fajdek      | Polen                     | 77,58 | 78,58 | 78,83 | 78,04           | 81,53           | 79,66           | 81,53    |             |
| 4                                | Mykhaylo Kokhan   | Ukraine                   | 77,91 | 80,39 | x     | 79,79           | 78,81           | 77,52           | 80,39    |             |
| 5                                | Quentin Bigot     | Frankrig                  | 77,93 | 79,39 | 78,30 | 78,84           | x               | 75,78           | 79,39    |             |
| 6                                | Nick Miller       | Storbritannien            | 77,88 | x     | 77,46 | 77,64           | x               | 78,15           | 78,15    | SB          |
| 7                                | Rudy Winkler      | USA                       | 77,08 | x     | 75,95 | x               | 75,34           | x               | 77,08    |             |
| 8                                | Valeriy Pronkin   | Ruslands Olympiske Komité | 76,72 | x     | x     | x               | 75,97           | 74,73           | 76,72    |             |
| 9                                | Eşref Apak        | Tyrkiet                   | 76,22 | 76,71 | 74,28 | Gik ikke videre | Gik ikke videre | Gik ikke videre | 76,71    |             |
| 10                               | Javier Cienfuegos | Spanien                   | 74,62 | x     | 76,30 | Gik ikke videre | Gik ikke videre | Gik ikke videre | 76,30    |             |
| 11                               | Daniel Haugh      | USA                       | x     | 76,22 | x     | Gik ikke videre | Gik ikke videre | Gik ikke videre | 76,22    |             |
| 12                               | Serghei Marghiev  | Moldova                   | 73,28 | 75,24 | 74,95 | Gik ikke videre | Gik ikke videre | Gik ikke videre | 75,24    |             |